# Карнойоки
Карнойоки (устар. Карно-йоки) — река в России, протекает в Мурманской области. Устье реки находится в 5,4 км по правому берегу реки Коалланйоки. Длина реки — 21 км, площадь водосборного бассейна — 109 км².

## Данные водного реестра
По данным государственного водного реестра России относится к Баренцево-Беломорскому бассейновому округу, водохозяйственный участок реки — Тулома от истока до Верхнетуломского гидроузла, включая Нот-озеро. Речной бассейн реки — бассейны рек Кольского полуострова, впадает в Баренцево море.